# Melina Andersson
Melina Andersson (Norrköping, 27 de julio de 1999) es una deportista sueca que compite en piragüismo en las modalidades de aguas tranquilas y maratón.
Ganó dos medallas de bronce en el Campeonato Mundial de Piragüismo, en los años 2023 y 2024, y cinco medallas en el Campeonato Europeo de Piragüismo, en los años 2024 y 2025.
En la modalidad de maratón obtuvo ocho medallas en el Campeonato Mundial de Piragüismo en Maratón entre los años 2022 y 2024, y una medalla de oro en el Campeonato Europeo de Piragüismo en Maratón de 2022. Además, consiguió dos medallas de oro en los Juegos Mundiales de 2025.

## Palmarés internacional
| Campeonato Mundial | Campeonato Mundial       | Campeonato Mundial | Campeonato Mundial |
| Año                | Lugar                    | Medalla            | Competición        |
| ------------------ | ------------------------ | ------------------ | ------------------ |
| 2023               | Duisburgo (Alemania)     | Medalla de bronce  | K1 5000 m          |
| 2024               | Samarcanda (Uzbekistán)  | Medalla de bronce  | K1 1000 m          |
| Campeonato Europeo |                          |                    |                    |
| Año                | Lugar                    | Medalla            | Competición        |
| 2024               | Szeged (Hungría)         | Medalla de plata   | K2 1000 m          |
| 2024               | Szeged (Hungría)         | Medalla de plata   | K1 5000 m          |
| 2024               | Szeged (Hungría)         | Medalla de bronce  | K1 1000 m          |
| 2025               | Račice (República Checa) | Medalla de plata   | K1 1000 m          |
| 2025               | Račice (República Checa) | Medalla de bronce  | K1 5000 m          |

| Campeonato Mundial | Campeonato Mundial       | Campeonato Mundial | Campeonato Mundial |
| Año                | Lugar                    | Medalla            | Competición        |
| ------------------ | ------------------------ | ------------------ | ------------------ |
| 2022               | Ponte de Lima (Portugal) | Medalla de oro     | K1 (DC)            |
| 2022               | Ponte de Lima (Portugal) | Medalla de plata   | K1                 |
| 2022               | Ponte de Lima (Portugal) | Medalla de bronce  | K2                 |
| 2023               | Vejen (Dinamarca)        | Medalla de oro     | K1 (DC)            |
| 2023               | Vejen (Dinamarca)        | Medalla de plata   | K1                 |
| 2024               | Metković (Croacia)       | Medalla de oro     | K1                 |
| 2024               | Metković (Croacia)       | Medalla de oro     | K1 (DC)            |
| 2024               | Metković (Croacia)       | Medalla de bronce  | K2                 |
| Campeonato Europeo |                          |                    |                    |
| Año                | Lugar                    | Medalla            | Competición        |
| 2022               | Silkeborg (Dinamarca)    | Medalla de oro     | K2                 |